# Jean Neybergh
Jean Henri Joseph Neybergh (Sint-Jans-Molenbeek, 20 april 1895 - 24 april 1974) was een Belgisch senator en burgemeester.

## Levensloop
Neybergh promoveerde tot doctor in de rechten en vestigde zich als advocaat in Jette. Hij trouwde in 1926 met Marie-Jeanne De Craene (° 1906) en ze kregen zes kinderen.
In Jette werd hij gemeenteraadslid in 1931, burgemeester van 1940 tot 1953, schepen in 1959 en opnieuw burgemeester van 1968 tot kort voor zijn dood.
Hij was provincieraadslid voor Brabant van 1936 tot 1954.
In 1954 werd hij verkozen tot PSC-senator voor het arrondissement Brussel en vervulde dit mandaat tot in 1965.
Er is een Burgemeester Jean Neyberghlaan in Jette.